# Centaurea delicatula
Centaurea delicatula là một loài thực vật có hoa trong họ Cúc. Loài này được Breitw. & Podlech mô tả khoa học đầu tiên năm 1986.